# Украинка (Херсонская область)
Украинка (укр. Українка) — село в Новоалександровской сельской общине Бериславского района Херсонской области Украины.
Почтовый индекс — 74222. Телефонный код — 5533. Код КОАТУУ — 6524180502.
В марте 2022 в ходе вторжения России в Украину было оккупировано российскими войсками, 4 октября 2022 освобождено Вооружёнными силами Украины.

## Население
Население по переписи 2001 года составляло 313 человек.

### Языковой состав
Родной язык населения по данным переписи 2001 года:
| Язык       | Численность, чел. | Доля     |
| ---------- | ----------------- | -------- |
| Украинский | 291               | 92,97 %  |
| Русский    | 12                | 3,83 %   |
| Молдавский | 10                | 3,20 %   |
| Итого      | 313               | 100,00 % |

## Местный совет
74211, Херсонская обл., Нововоронцовский р-н, с. Беляевка, ул. Ленина, 10